# Castillo de Tomabal
El Castillo de Tomabal es un sitio arqueológico ubicado en el distrito y provincia de Virú, departamento de La Libertad, Perú. Fue un importante sitio de la cultura virú-Gallinazo. El sitio se encuentra vulnerable a saqueos e invasiones.
Está asentada sobre un montículo natural. La estructura es de forma escalonada.
Cuenta con un centro de información.